# ماغنوس صامويلسون
ماغنوس صامويلسون (بالسويدية: Magnus Samuelsson)‏ (و. 1969 – م) هو ممثل، وممثل أفلام، وفلاح، من السويد.

## وصلات خارجية
- ماغنوس صامويلسون على موقع IMDb (الإنجليزية)
- ماغنوس صامويلسون على موقع قاعدة بيانات الأفلام السويدية (السويدية)
- ماغنوس صامويلسون على موقع قاعدة بيانات الفيلم (الإنجليزية)